# 川合神社 (長岡市)
川合神社（かわいじんじゃ）は新潟県長岡市東川口にある神社。『延喜式神名帳』に魚沼郡五座の一つとして記されている「川合神社」の論社の一つ。

## 祭神
- 天水速女命
- 武甕槌命

## 概要
旧・川口町中心地の端に位置する。水の神ということから、舟人･川猟、性の神ということから、婦人、武道の神も祀られていることから武運を上げたい者が参拝していた。又、信濃川と魚野川の合流点、三国街道の宿場町ということから多くの人が参拝し、木陰で休憩したりしていたという。
川口まつりは川合神社の祭りで、子供神輿や女神輿、源義家を模した武者行列などが行われる。

## 歴史
雄略天皇の時代（478年頃）の創建と云われている。前九年の役（1051年〜1062年）源義家があおり（どろよけの馬具）を奉納したといわれ、「あおり様」とも呼ばれているという。
弘治2年1556年、上杉謙信が源義家の太刀一振(二尺二寸)と御詠歌(「みなもとの おなし流れの 水面に 照りそう月も 川合の神　右上杉輝虎朝臣詠 新田道純暑」)を献じた。その後、宝積寺火災と共に焼失。
明治5年（1872年）、郷社となった。(付属する村社:虫野村諏訪社･干溝村諏訪社･大沢村天満宮･小出島村諏訪社･四日町村諏訪社･小田村巣守社･松川村十二社･小平尾村天満宮･高倉村守門社･川井村明口社･竜光村天満宮･堀之内村八幡宮･田川村白山社･田麦山村熊野社･千谷村日吉社･薭生村宇都宮神社･須原村守門社)
明治6年（1873年）、村社となった。

## 伝説
天水速女命がこの地へ来る際に、川を流れてきて山芋のつるにつかまり、川から上がったと云われる。それから、神は山芋を好むようになったといい、歳の数の山芋を奉納すると一生に一度の願いを必ず叶えて貰えるという。